# Hüttenberg (Germania)
Hüttenberg è un comune tedesco di 10 909 abitanti situato nel land dell'Assia.